# George Kettmann jr.
George Wilhelm Kettmann (Amsterdam, 12 december 1898 – Roosendaal, 10 februari 1970) was een Nederlands dichter, schrijver, journalist en uitgever. Van hem zagen vijf romans en zes dichtbundels het licht. Verder publiceerde hij in totaal vele honderden gedichten, novellen en essays in diverse tijdschriften. Daarnaast bleef veel werk ongepubliceerd: toneelstukken, novellen, gedichten en essays. Tussen 1933 en 1941 maakte hij deel uit van de redactie van Volk en Vaderland, het weekblad van de Nationaal-Socialistische Beweging in Nederland (NSB). Hij bekleedde onder meer langdurig de functie van hoofdredacteur. Dertien jaar lang, van 1932 tot 1945, was hij eigenaar en directeur van de bekendste Nederlandse nationaalsocialistische uitgeverij: De Amsterdamsche Keurkamer.

## Leven

### Jeugdjaren
George Kettmann werd geboren in Amsterdam. Zijn vader, telg van een handelsfamilie, heette Georg Wilhelm Kettmann - op één letter na droegen vader en zoon dezelfde naam, vandaar de toevoeging 'jr.'. Zijn moeder heette Hendrika Jacoba van Stempvoort en was afkomstig uit Twente. Na de lagere school in Amsterdam bezocht hij daar de Openbare Handelsschool. Van 1914 tot 1931 was hij werkzaam bij de textielfirma van zijn vader. Van december 1917 tot december 1918 vervulde hij zijn dienstplicht als milicien-sergeant, gelegerd aan de Nederlands-Belgische grens. Gedurende zijn diensttijd verscheen in mei 1918 in het literaire maandblad Het Getij zijn literaire debuut, onder het pseudoniem Co van Sweden.
Overdag werkzaam in de textielhandel van zijn vader, hield hij zich 's avonds en in zijn vrije tijd bezig met de literatuur. In 1919 raakte hij betrokken bij het door zijn vriend Ru le Cavelier geleide tijdschrift Stroomingen, waarin onder anderen Hendrik Marsman debuteerde. In 1921 leidde hij samen met Le Cavelier het tijdschrift De branding. Hij bewoog zich in de kringen van de Amsterdamse vernieuwingsgezinde kunstenaars van de jaren na het einde van de Eerste Wereldoorlog. Hij ging onder meer om met Constant van Wessem, C.J. Kelk, Herman van den Bergh, J.K. Rensburg en Erich Wichmann. In 1925 en 1926 leverde hij enkele bijdragen aan De Vrije Bladen. Toen in 1927 de uitgeversmaatschappij de Wereldbibliotheek een romanprijsvraag uitschreef, deed hij mee onder het motto 'Malgré Tout'. Hij werd een der twaalf prijswinnaars en in 1928 verscheen zijn eerste roman onder de titel De glanzende draad der goden.

### Fascisme
Op 14 augustus 1923 trad hij in het huwelijk met Adriana Theodora Maria Schutze. Uit het huwelijk werden een zoon en een dochter geboren. In de laatste maanden van 1931 begon Kettmanns maatschappelijke engagement praktische vorm aan te nemen. Bleven zijn activiteiten op dit terrein in de jaren twintig beperkt tot het schrijven van essays over kunst en samenleving, na 1931 manifesteerde hij zich als 'man van de daad'. Op 16 november 1931 sloot hij zich aan bij de Fascistenbond 'De Bezem' van Jan Baars. Hij publiceerde regelmatig in het blad De Bezem, onder het pseudoniem dat hij ook in zijn NSB-tijd vaak zou gebruiken: Lange Pier. Hij bleef echter niet lang lid; op 30 juni 1932 zei hij zijn lidmaatschap op, vanwege de gebrekkige organisatiestructuur van de Fascistenbond.
Ruim een maand later, op 2 augustus 1932, meldde hij zich aan als lid van de Nationaal-Socialistische Beweging in Nederland, de NSB. Vrij spoedig na zijn aanmelding raakte hij betrokken bij de voorbereidingen van een eigen weekblad van de NSB en op het eerste nummer van Volk en Vaderland, dat op 7 januari 1933 verscheen, staat hij vermeld als hoofdredacteur. Tot in de oorlogsjaren zou hij in verschillende functies verbonden blijven aan dit weekblad. Ook zijn literaire loopbaan stond in het teken van zijn keuze voor het fascisme. Al zijn publicaties van na zijn aansluiting bij de NSB hebben een politieke kleur.

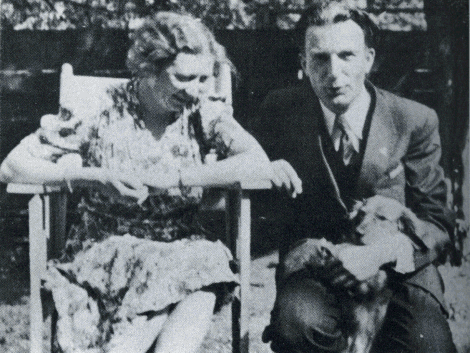
Warnsinck en Kettmann

In dit licht moet dan ook de oprichting, op 21 juli 1932, van zijn uitgeverij De Amsterdamsche Keurkamer worden bezien. Met deze uitgeverij wilde hij het nationaalsocialisme als cultuurstroming opvangen en verbreiden, zowel in uitgaven van fascistische strekking als in werk van literaire aard. Ondanks deze ambitieuze wens ging de uitgeverij zeer bescheiden van start met een statutair bepaald beginkapitaal van f 2,50 (omgerekend naar 2008 ongeveer € 20). Bij zijn eigen uitgeverij verscheen in 1935 zijn eerste dichtbundel, De jonge leeuw. Voor het merendeel bevat dit werk politieke strijdpoëzie. Het jaar 1932 was dus een belangrijk jaar voor Kettmann. Niet alleen werd hij (onder stamboeknummer 302) lid van de NSB, ook trad hij op 12 oktober 1932 voor de tweede maal in het huwelijk, ditmaal met Margot Warnsinck, met wie hij vier zonen zou krijgen. Zij was zijn mede-vennoot in De Amsterdamsche Keurkamer. De uitgeverij zou uitgroeien tot de bekendste nationaalsocialistische uitgeverij in Nederland. Zo werd in 1939 de Nederlandse uitgave van Mein Kampf gepubliceerd, die vertaald was door de journalist Steven Barends.
Zijn meest actieve periode liep gelijk op met de opkomst en neergang van het Nederlandse nationaalsocialisme. Tot 1945 publiceerde hij sterk ideologisch bepaalde dichtbundels en essays. Daarnaast wierp hij zich op als inspirator en pionier voor de opbouw van een nieuwe, nationaalsocialistische letterkunde in Nederland.

### Tweede Wereldoorlog
Na mei 1940 ontplooide hij vele journalistieke en letterkundige activiteiten. Behalve uit veel publicaties blijkt dat uit zijn pogingen nieuwe, nationaalsocialistisch georiënteerde letterkundigen aan zijn uitgeverij te verbinden, en uit zijn redacteurschap van het tijdschrift De Nieuwe Gids, dat onder leiding van Alfred Haighton de beginselen van de Nieuwe Orde omhelsd had. Ook onderhield hij namens de NSB contacten met gelijkgestemden in België, hield hij lezingen en bezocht hij in Berlijn Joseph Goebbels, met wie hij vermoedelijk over de verspreiding en invoering van de cultuur der Nieuwe Orde heeft gesproken. Zowel uit zijn publicaties als uit zijn correspondentie blijkt een steeds toenemende radicalisering van zijn denkbeelden. Dat leidde tot zijn aanmelding op 7 maart 1942 bij de Nederlandsche SS. In de zomer van 1942 werd hij hoofdredacteur van het virulent antisemitische tijdschrift De misthoorn. In deze functie begon hij de NSB te attaqueren, omdat naar zijn mening de beweging onder Anton Mussert niet radicaal genoeg was. De reden voor deze intensieve anti-NSB agitatie geeft Kettmann na de oorlog:
Ik bevond mij toen nog in het stadium te menen, dat de 'fouten' zoals ik ze de NSB zag maken, konden worden weggestreken, door de Beweging in sneller tempo te radicaliseren.
Dat leidde tot hevige scheldkanonnades over en weer in het de Nederlandsche SS gunstig gezinde De misthoorn en het de NSB toegenegen tijdschrift van de WA, De zwarte soldaat. In september 1942 royeerde Mussert Kettmann en drie van zijn medewerkers (P.E. Keuchenius, E. Locht en Johan Nijsse) uit de NSB. Kettmann trok zich daar echter niets van aan en intensiveerde zelfs zijn strijd tegen de NSB. Dat werd uiteindelijk niet alleen Mussert maar ook Seyss-Inquart te bar. Hanns Albin Rauter liet De Misthoorn vallen, het blad werd opgeheven. Kettmann verdween als SS-oorlogsverslaggever naar de Propaganda-Kompanie van het Nederlands Legioen aan het oostfront ten einde uit de wraakzuchtige handen van de NSB te blijven.
Mussert liet over deze affaire een heel dossier samenstellen, onder meer met brieven die uit Kettmanns schrijftafel gestolen werden en waaruit blijkt dat deze enkele aankopen op de zwarte markt door een relatie in SS-uniform had laten vervoeren. Vermoedelijk is in opdracht van de NSB bij Kettmann ingebroken. Daarbij werden ook enkele intieme foto's van zijn vrouw Margot Warnsinck buitgemaakt. Hoewel er na deze gebeurtenissen nog enkele literaire publicaties van hem het licht zagen, was zijn rol als propagandist van de Nieuwe Orde in de Nederlandse letteren uitgespeeld - hoewel hij in 1943-1944 wel betrokken raakte bij de groep nationaalsocialistische literatoren rond het genazificeerde tijdschrift Groot Nederland.
In de laatste maanden van 1942 volgde Kettmann zijn opleiding in Berlijn. Begin 1943 reisde hij dan eindelijk naar het front, in gezelschap van zijn Vlaamse collega Lode Bonten. Het duurde lang voordat Kettmann de plaats van bestemming bereikte, de Karelische stad Rovaniemi, dicht bij de poolcirkel. Omstreeks mei 1943 belandde hij echter in een Berlijns ziekenhuis na een aanval van de naar een streek aan het oostfront genoemde Wolhynia-koorts. In de zomer van 1943 volgde hij in het Oostenrijkse Villach nog een aanvullende opleiding in de propagandatechniek; een jaar later werd hij naar het zwaar belaagde front nabij Narva gedirigeerd. De laatste oorlogsmaanden sleurden hem mee in de eindstrijd van het Derde Rijk. In februari 1945 werd hij opgeroepen om aan de Oder mee te vechten tegen de Russen. Daarna werd hij in maart 1945 ingezet bij een SS-eenheid, ergens bezuiden Stettin. Begin april werd hij door de Russen krijgsgevangen gemaakt, maar al snel wist hij uit de Russische gevangenschap te ontsnappen.

### Na de oorlog
George Kettmann keerde op 30 april 1945 vanuit Ludwigslust (ten noorden van Berlijn) via Brussel en Antwerpen terug naar Nederland. Bij aankomst in Amsterdam bleken zijn vrouw en kinderen afwezig en hun woning geplunderd. Na overleg met zijn schoonouders vertrok hij naar Zandvoort, waar een bekende woonde die bij de gemeente werkte. Via haar bemiddeling wist hij zich voor te doen als een oud-verzetsman die bevrijd was uit het kamp Oranienburg en niet meer over identiteitspapieren beschikte. In juli 1945 vertrok hij naar België, waar hij onder de aangenomen naam Jan Warnsinck een nieuw leven tracht te beginnen. In 1948 werd hij gearresteerd en na een gevangenisstraf van een jaar aan Nederland uitgeleverd. Daar werd hem een proces aangedaan, waarbij hij beschuldigd werd van vrijwillige dienstneming in Duitse krijgsdienst, bevordering van het vijandelijk streven, van nationaalsocialisme en antisemitisme en van het publiceren van artikelen en gedichten die het nationaalsocialisme en het antisemitisme verheerlijken. In hoger beroep werd hij op 17 maart 1951 veroordeeld tot tien jaar met aftrek van voorarrest. De Eereraad voor de Letterkunde bestrafte hem met een publicatieverbod van tien jaar en ook de Commissie voor de Perszuivering veroordeelde hem, tot uitsluiting uit het perswezen voor de duur van 18 jaar.
In 1955 werd hij, 57 jaar oud, vervroegd vrijgelaten, nadat hij twee derde van zijn straf had uitgezeten. Onmiddellijk begon hij een grote activiteit te ontplooien. Hij gaf een filmtijdschrift uit, had plannen voor een literair tijdschrift en voor een nieuwe uitgeverij en in 1956 verscheen zijn eerste officiële naoorlogse dichtbundel, De ballade van de dode Viking (nadat Kettmann in de gevangenis enkele uitgaven in eigen beheer verzorgd had). De thematiek van deze bundel is nagenoeg gelijk aan Kettmanns vooroorlogse nationaalsocialistische poëzie. In deze jaren verscheen daarnaast een groot aantal romanvertalingen uit het Engels, Frans en Duits van zijn hand. Voor dit, in zijn ogen triviale werk, gebruikte hij het pseudoniem Jan van de Wolk. Op 21 oktober 1957 trouwde hij voor de derde maal, met Marie Beijer; met haar kreeg hij zijn vijfde zoon. Hij onthield zich na zijn invrijheidstelling van iedere politieke activiteit en was de laatste jaren van zijn leven werkzaam als corrector bij een Utrechtse drukkerij. In januari 1969 verscheen ter gelegenheid van zijn zeventigste verjaardag zijn laatste dichtbundel, Man vrouw kind geheten.
Ideologisch gezien ontwikkelde Kettmann zich tussen 1931 en 1970 van fascist van Italiaanse snit (1931-1933) via Nederlands nationaalsocialist in NSB-trant (1933-1940) en nationaalsocialist, gericht op Duitsland (1940-1942), naar Groot-Germaans SS'er (1942-1945), en vervolgens weer terug naar Nederlands nationaalsocialist.

### Oordeel
Tijdens zijn gevangenschap schreef Kettmann een lang autobiografisch essay, getiteld Op zoek naar een haven. Daarin blikt Kettmann terug op zijn eigen houding in de jaren 1932-1945 en deze terugblik verheldert zijn ideologie. In die zin bevat het essay een reflectie op zijn daden. Essentieel voor die reflectie is de volgende passage:
Zo kan mij slechts worden verweten, de inblazingen van een vàlse leider te hebben gevolgd, maar bezwaarlijk dat op zichzelf die gedachte verkeerd was. Mijn fout is dan, te hebben vertrouwd op een Duitse leiding in een tijd toen andere volksgenoten meer vertrouwen hadden in de Engelsen. Daarbij kwam nog, dat nà Mei '40 praktisch iedereen – vermoedelijk alleen de naar Londen uitgewekenen niet, maar niemand is mij dat toen komen zeggen – van oordeel was, dat de oorlog voor ons was geëindigd. Moeilijk kan men het achteraf voor een Nederlander verplicht stellen, in die tijd naar radio-Londen te hebben geluisterd met alle daaraan verbonden gevaar. Onontkoombaar brachten mijn strijdjaren vóór 1940 mij aan de kant der 'nieuwe orde'; ik zou een karikatuur van een mens zijn geweest, had ik dat nièt zo gevoeld. Nog geenszins echter aanvaard ik daarmee het odium van 'landverraad'.
Hij erkent hiermee dus dat het volgen van Hitler onjuist geweest is, maar hij erkent de onjuistheid van Hitlers leer niet. Dat kan hij doen omdat hij ook nog in 1949 het nationaalsocialisme als een eerzame politieke beweging beschouwt – zoals alle andere politieke bewegingen van die tijd.
In de voorlaatste zin van het gegeven citaat presenteert Kettmann ons een kijkje in zijn karakterstructuur: 'een man een man, een woord een woord' zal een zegswijs zijn geweest die hem uit het hart gegrepen was.
Ook de laatste zin van het eerder gegeven citaat is onthullend, want hiermee toont Kettmann ons dat hij de mening is toegedaan het landsbelang (hijzelf zal wellicht eerder de term 'volksbelang' hebben gehanteerd) te hebben gediend door zijn keuze voor het nationaalsocialisme. Sommigen zullen dit wellicht beschouwen als symptomatisch voor een hardnekkigheid, typerend voor verstokte nationaalsocialisten. Kettmann zelf zag dat anders. Hij schreef:
Wie niet eerst mijn beweegredenen onderzoekt en deze toetst op hun vaderlandsliefde – nièt de lijdelijke gehoorzaamheid aan politieke stromingen, maar mijn medegevoel met een 'massa', die eenmaal 'gemeenschap' zal zijn – wie daartoe niet bereid is, zal niet kunnen oordelen zoals eenmaal de historie richt.
Hier botsen twee werelden: de Nederlandse samenleving van de eerste jaren na de Tweede Wereldoorlog die veroordeelde op basis van juridische argumenten en Kettmann die slechts zijn eigen bedoelingen als uitgangspunt neemt. Ook zegt hij:
Gevangenisstraf kan over het algemeen draaglijk zijn, wanneer – zoals bv. bij mij in België het geval was – het schuldbesef de straf als onvermijdelijk en min of meer als 'verdiend' ondervindt. Ik had van midden 1945 onder een valse naam geleefd – welaan, ik moest ervoor boeten. Gevangenis wordt echter ondraaglijk, wanneer het gevoel van schuld niet groter is dan bij elk normaal mens, die zijn fouten, tekortkomingen en mislukkingen – zoals nu op de balansdag van het jaar – overziet. Ik erken die fouten, maar ik weet tevens, dat ik van goede wil ben geweest – zoals duizenden met mij, die om politieke redenen in gevangenissen zuchten.
George Kettmann heeft zijn leven in dienst gesteld van idealen die hebben geleid tot verschrikkingen die hun weerga niet hebben gekend. Hij heeft bij twee gelegenheden de kans gehad over zichzelf en zijn daden een oordeel te vellen. Als hij in 1949 de laatste hand legt aan het autobiografische Op zoek naar een haven zegt hij van zijn beweegredenen om voor het nationaalsocialisme te kiezen:
Achteraf zie ik wel duidelijk in, hoe ik ben misleid door een complex, dat - cultureel gezien - in Europa overal opdoemde. Het was het pessimisme van Spenglers Untergang des Abendlandes en bv. Huizinga's Herfsttij der Middeleeuwen - een wanhopig fatum, waartegen nog met een laatst appèl te strijden zou zijn. Die gedachte: verplicht te zijn tot de keuze omwille van Europa - die gedachte voorál: dat Europa minder van buiten af dan van binnen uit werd bedreigd, gezien de nivellerende krachten in een maatschappij, waarbij het edele van het individu verzonk in het brutale der massa - die gedachte deed mij, veeleer als middel dan als doel, het nationaalsocialisme kiezen.
Kettmanns repliek bij zijn eerste rechtszaak in 1950 is bewaard gebleven. Ook daarin oordeelt hij over zichzelf:
Het verschrikkelijke lot, dat de joden trof werd mij eerst na afloop van de oorlog bekend. Het bracht mij tot het inzicht, dat ik het nationaalsocialisme radicaal en voorgoed heb achtergelaten op de slagvelden aan het Oderfront, toen ik daar in Russische gevangenschap geraakte. Hoe rechtvaardig in geestelijk opzicht mijn verzet tegen de dreigende macht van het bolsjewisme ook geweest moge zijn, ik heb toen ingezien, hoe gewetenloos ik als propagandist ben misbruikt. In zóverre voel ik mij schuldig, in dat opzicht niet te hebben beseft, hoe ik werd misleid, maar ik wens met de meeste nadruk te verklaren, dat deze niets-ontziende barbarij, zoals de uitroeiing van de joden, mij volkomen onbekend is geweest.
L. de Jong heeft Kettmann 'een hoogst onevenwichtige figuur' genoemd, een oordeel waar vraagtekens bij kunnen worden geplaatst. Uit het archiefmateriaal, uit Kettmanns correspondentie, uit zijn letterkundig werk en uit informatie van zijn nabestaanden, komt het beeld naar voren van een intellectueel begaafd man, met een krachtige persoonlijkheid, een sterke wilskracht en een zeker (hoewel beperkt) letterkundig talent. Uit het feit dat hij het eenmaal ingenomen standpunt inzake zijn maatschappelijke opvattingen nooit meer heeft verlaten (of althans niet wezenlijk heeft gewijzigd), blijkt dat hij eerder hardnekkig dan 'onevenwichtig' genoemd moet worden.

## Vroeg werk
Kettmanns literaire werk kan in drieën worden verdeeld: het werk dat verscheen tot aan zijn openlijke keuze voor het fascisme (ruwweg de periode 1918-1932), werk dat gebaseerd is op het fascistische en nationaalsocialistische gedachtegoed (1932-1945) en zijn naoorlogse literaire werk (1945-1970).
Zijn dichtwerk uit de eerste periode ademt de sfeer van de Tachtigers: extensief-woordkunstige beschrijvingen van personen, zaken en gevoelens. Zijn essayistiek uit de jaren twintig wordt gekenmerkt door de thematiek van kunstenaar tegenover burger. Hij borduurt voort op het gedachtegoed van de Tachtigers, terwijl zijn invalshoek sterk wordt bepaald door de problematiek van zijn tijd; de jaren twintig met hun opbloei van de massa-industrialisatie, de verandering van een agrarische naar een geürbaniseerde samenleving en de sterk groeiende ideologische onzekerheid. Zoals zoveel kunstenaars uit die tijd is Kettmann zoekende. Zijn manifeste cultuurpessimisme is sterk geïnspireerd door een boek dat in die tijd bij velen in vruchtbare bodem viel: Oswald Spenglers Der Untergang des Abendlandes. De drie romans van Kettmann die in deze jaren verschijnen, De glanzende draad der goden (1928), De vlam der steden (1930) en Maan op het dak (1931), worden gekarakteriseerd door een sterke preoccupatie met de positie van de kunstenaar in de samenleving. Het zijn ideeënromans in de zin dat niet de handeling, maar de gedachte achter de handeling centraal staat.

## Fascisme
In de tweede periode heeft Kettmann in zijn persoonlijk leven het cultuurpessimisme weten te beëindigen door te kiezen voor een politieke stroming die goed bij zijn eigen visie op mens en maatschappij aansloot: het fascisme. Hij ziet dit als een 'fascisme-van-de-daad', waarmee hij bedoelt dat slechts deze politieke beweging actief in staat is de cultuurpessimistische indolentie te neutraliseren. Literair gezien gaat hij nu zijn bloeiperiode tegemoet.
In deze zelfde periode zal hij zijn enige opgevoerde drama schrijven: het toneelstuk De dag die komt. Op 22 december 1933 vindt te Utrecht de première van dit stuk plaats. Het wordt op de planken gezet door
de toneelgroep Fascio, onder leiding van directeur Louis Felten. De regie is in handen van Jan C. de Vos jr., die in de Tweede Wereldoorlog bekendheid zal genieten als de leider van het Gilde voor Dans en Theater - een van de zes gilden van de Nederlandsche Kultuurkamer. Hoewel het toneelstuk in Volk en Vaderland en in De daad goedkeurend wordt besproken, blijft het grote succes uit. Ondanks het feit dat het een stuk door NSB'ers voor NSB'ers was (hoewel niet alle spelers de beginselen van de NSB waren toegedaan), bleef de respons van het publiek gering. Na twee maanden werd de opvoering gestaakt. Onopgehelderd blijft waarom Kettmann de tekst van zijn toneelstuk niet zelf heeft uitgegeven. Door de leiding van de NSB werd het stuk beschouwd als het eerste echte NSB-cultuurproduct. Wanneer einde 1941 het Nationaal-Socialistisch Jaarboek 1942 verschijnt, staat op de pagina van 122 december de eerste opvoering van het stuk gememoreerd. Men vond het blijkbaar zeer geslaagd, ondanks de tegenvallende belangstelling van het publiek.

### Charles Lindbergh
In zijn vierde roman, De oceaanvlucht van een olie-man (1933), probeert hij (ook literair-stilistisch) zijn maatschappelijke en politieke opvattingen vorm te geven. De roman bezit niet meer de grote omvang van zijn eerste drie romans en sluit daardoor aan bij de modernistische neiging beknopt, zakelijk en 'to the point' te schrijven. Kettmann tracht een synthese tot stand te brengen tussen zijn maatschappelijk-politieke idealen en zijn kunstenaarschap. Het pessimisme dat de helden uit zijn vorige drie romans met zich meedroegen verving Kettmann hier door het fascisme. In de woorden van de hoofdpersoon (een piloot):
Laten we bij Lindbergh blijven. Wil dat voorbeeld waarde hebben voor de wereld, dan moeten er nou anderen komen... menschen die de gemeenschap willen dienen, en in plaats van hun eigen eenzaamheid te zoeken, die willen offeren, om allen weer tezamen te brengen, om een harmonische wereldorde mee te stichten. [...] Als ik nog duidelijker moet zijn... de taak van de aviatiek is feitelijk precies dezelfde als die van de nieuwe kunst en van de wetenschap: individueel werkzaam te zijn voor allen... (p. 56)
Het in dit citaat verwoorde fascistische ideaal vormt de kern van het boek.
In deze tweede periode zal Kettmann geen romans meer schrijven. Hij heeft daar naar eigen zeggen geen tijd meer voor; zijn werkkring als journalist in dienst van de NSB (hij is in diverse functies verbonden aan het partijweekblad Volk en Vaderland), gecombineerd met de op- en uitbouw van zijn nationaalsocialistische uitgeverij De Amsterdamsche Keurkamer, laten hem daar niet de ruimte voor. Hij kiest voor de dichtvorm. Als 'de dichter van het nationaalsocialisme in Nederland' zou hij zeer bekend worden.

### Verzen
Voor de oorlog verschijnen De jonge leeuw (1935) en Het erf aan zee (1938) en tijdens de oorlog Jong groen om den helm (1941) en Bloed in de sneeuw (1943). De beide vooroorlogse dichtbundels bevatten relatief veel 'strijdpoëzie'. In deze jaren moest de NSB zich een plaats bevechten in het politieke bestel. De NSB'ers moest duidelijk worden gemaakt waarvoor de beweging streed en wat haar idealen en werkwijze waren, en dat was het doel van Kettmanns poëzie uit deze jaren. Stilistisch en thematisch, maar ook op het niveau van de retoriek zijn er overeenkomsten aan te wijzen met strijdgedichten zoals die geschreven werden door politiek sterk van de NSB verschillende bewegingen en partijen als bijvoorbeeld socialisten en communisten. Ook begint Kettmann (vooral in Het erf aan zee) aan de opbouw van zijn persoonlijke mythologie. Naast de officiële ideologie van de NSB plaatst Kettmann een conglomeraat van opvattingen dat vanaf dit moment voortdurend in zijn werk zal terugkeren. De trefwoorden van deze persoonlijke mythologie zijn onder meer: Viking, zee, branding, brood, vis en daad. Staat in het Duitse nationaalsocialisme vooral het duizendjarig Groot-Germaanse rijk centraal, de Nederlandse nationaalsocialisten richtten zeer meer op Dietsland, dat verwijst naar een staatkundig niet bestaande, maar ideologisch gewenste vereniging van alle Nederlandssprekenden in Europa (en eventueel ook de afstammelingen van Nederlanders in Zuid-Afrika). Kettmann richt zich in zijn eigen mythologie ook op de Germaanse volkeren uit Scandinavië (Noren, Vikingen) omdat dit hem in de gelegenheid stelde het zeevarende aspect van de Nederlandse geest - in zijn ogen specifiek voor Nederlands grootheid - te belichten.
Jong groen om den helm en Bloed in de sneeuw wijken thematisch en inhoudelijk op enkele punten af van de beide vooroorlogse bundels. Omdat de NSB zich niet meer hoefde te bewijzen daalde het aantal strijdgedichten aanzienlijk. Toch verdwenen ze niet helemaal, want de strijd vindt nog steeds plaats: niet meer in Nederland, maar daarbuiten. Verder bevatten beide bundels vele gedichten waarin Kettmann zijn persoonlijke mythologie verder uitbouwt. Een laatste karakteristiek is de toenemende radicalisering van Kettmanns politieke opvattingen. In de boezem van het Nederlandse nationaalsocialisme leefden twee stromingen: de meer gematigd-burgerlijke stroming met Mussert als voorman en daarnaast een stroming die streefde naar een opgaan van Nederland in een Groot-Germaans geheel. Deze laatste stroming kreeg vooral gestalte binnen de Nederlandsche SS. Kettmann zou, zeker in de tweede helft van de oorlog, meer en meer de kant van de Groot-Germaans gezinde SS'ers kiezen. In zijn poëzie gaf hij gestalte aan deze keuze.

### Oostfront
Kettmanns laatste publicatie in deze tweede periode van zijn schrijverschap is de novelle De verdrevene. Hierin is Kettmanns radicalisering voltooid. Het verhaal is gesitueerd in Karelië (in de buurt van de Fins-Russische grens), waar Kettmann in 1943 en 1944 als oorlogsverslaggever aan het oostfront verkeerde. De inhoud is een getrouwe afbeelding van de ideologie van de SS en het is Kettmann gelukt om alle aspecten van deze ideologie op een literair verantwoorde wijze te verwoorden. Het komt er in deze vaardig geschreven novelle op neer dat het de SS-ideologie is die ervoor zorgt dat, zelfs nadat men de grootst mogelijke ellende heeft moeten ondergaan, een nieuw leven in het verschiet ligt - mits men zich houdt aan de ongeschreven regels van de sibbe (een SS-term voor de eigen familie in ruime zin) en aan het streek-, volks- en rasbewustzijn. Het centrale thema in deze novelle is de tegenstelling tussen edel en onedel bloed. De plaats van alle personages wordt bepaald door de positie die zij daarin kiezen. De verdrevene is daarmee tot in de uiterste consequenties in overeenstemming met de wereldbeschouwing en het programma zoals dat in Mein Kampf vorm is gegeven, hoewel nergens in de novelle expliciet wordt dat de dragers van het 'onedele bloed' de Joden zijn. Op psychologisch niveau bezit De verdrevene vermoedelijk autobiografische aspecten: Kettmann zal zichzelf immers ook als een 'verdrevene uit het vaderland' hebben beschouwd.
Gedurende het tijdperk dat in Nederland de nationaalsocialisten de macht in handen hadden, hebben zij getracht een nieuwe literatuur op te bouwen. In deze beweging bekleedde Kettmann een vooraanstaande plaats. Niet zozeer vanwege zijn eigen literaire kwaliteiten - zijn werk werd ook door zijn nationaalsocialistische makkers eerder als conservatief dan als vernieuwend beschouwd - maar vooral vanwege zijn positie als literaire coryfee. Hij was immers al sinds 1918 literair actief, terwijl hij sinds 1932 zijn literaire kwaliteiten in dienst van de NSB had gesteld en, last but not least, hij was directeur-eigenaar van de literaire uitgeverij De Amsterdamsche Keurkamer.

## Naoorlogs werk
De belangrijkste publicaties van Kettmann in de periode na de Tweede Wereldoorlog zijn twee dichtbundels. In 1956 verschijnt De ballade van de dode Viking en in 1969 verschijnt, ter gelegenheid van zijn zeventigste verjaardag, Man vrouw kind. Ook verschijnen in deze periode twee werken onder het pseudoniem Jan van de Wolk. Het betreft de roman Manuel (1957) en de dichtbundel Zettericks van alle seizoenen (1962). Zelf beschouwt Kettmann beide laatstgenoemde uitgaven als gelegenheidswerk, waaraan hij niet de auteursnaam Kettmann wil verbinden. In zijn eigen woorden, te vinden op het stofomslag:
'Manuel' is een boeiende roman, waarin psychologisch scherp wordt getekend, hoe een jongen, bij zijn eerzuchtige pogingen om hogerop te komen, in de misdaad belandt, waaraan hij zich ten slotte toch weet te ontworstelen.
In Zettericks van alle seizoenen bundelt Kettmann de limericks die hij in het huisorgaan van zijn werkgever heeft gepubliceerd.
In De ballade van de dode Viking (een apologetisch getinte autobiografie in dichtvorm) voltooit Kettmann zijn persoonlijke mythologie. Het epische gedicht verhaalt van Kettmanns wederwaardigheden tussen 1932 en 1945. Er is echter één groot en opmerkelijk verschil met zijn literaire werk uit de oorlogsjaren. Hing Kettmann in de jaren dertig de NSB-idealen aan en streefde hij naar de verwerkelijking van Dietsland, in de oorlogsjaren radicaliseerde hij zodanig dat hij in bijvoorbeeld de dichtbundel Bloed in de sneeuw niet langer sprak over Nederland of Dietsland als zijn vaderland. Hij gebruikte toen de SS-term Germanje, of zelfs het Duitse woord Heimat. Blijkbaar verbond hij toen het begrip 'vaderland' aan het Groot-Germaanse rijk. In De ballade van de dode Viking keert hij terug naar zijn idealen uit de jaren dertig:
Het vaderland heet deze kleine plek:
een strook bloot land langs zee, een dorp, een toren
en in het midden, warm, dit woonvertrek,
waar zee en houtworm samen zijn te horen.
Man vrouw kind bevat ideologisch weinig nieuws. Dichterlijk gezien tot op zekere hoogte wel, daar Kettmann in deze bundel de nadruk legt op zuiver lyrische poëzie. Weliswaar bezingt hij meermalen opnieuw zijn oude idealen, maar de toonzetting is anders; berustend en accepterend. Deze afstandelijkheid maakt zijn latere poëzie voor de huidige lezer goed te genieten. Dat hij zijn eigen politiek-maatschappelijke activiteiten uit de jaren 1932-1945 met de nodige afstand beschouwt blijkt onder meer uit de volgende passage uit de cyclus 'Het zeewijf':
Wij fluistren, nu wij druipnat zijn gestrand,
aleer het nachtlijk schuim ons kon verslinden,
dat wij, bij God, ons nooit meer laten vinden
voor deze droom van volk en vaderland.
In het gedicht 'Stadstuin' vond Kettmann een evenwicht tussen de mogelijkheden die zijn dichterlijk talent hem boden en zijn idealen. Ook toont dit gedicht ons in welke richting zich zijn literair werk had kunnen ontwikkelen, als hij niet zo fanatiek en verblind zijn politieke idealen had nagestreefd.
Kettmanns plaats in de literaire traditie hangt samen met het tijdschrift waarin hij in 1918 debuteert, Het Getij. De vernieuwingsgezinde generatie die rond 1916 in dit tijdschrift het woord genomen had ging deels over naar een humanitair-expressionisme, en deels naar het vitalisme. Deze beide modernistische hoofdstromingen zijn aan Kettmanns werk voorbijgegaan. Zijn werk is conservatief van karakter omdat het voortbouwt op de verworvenheden van de Tachtigers. De vernieuwing die de Tachtigers hadden gebracht was voor Kettmann zo belangrijk, dat hij de strijd wilde aanbinden met de epigonen van Tachtig. Kettmanns revolutionaire elan is derhalve van een andere orde dan dat van de overige vernieuwers. Kettmann zoekt aansluiting bij de 'revolutie' die de Tachtigers in de Nederlandse letterkunde hadden teweeggebracht, terwijl de vernieuwing van de jaren twintig zich juist afzette tegen de opvattingen en verworvenheden van de laatste decennia van de vorige eeuw.
Wanneer zich in de tweede helft van de jaren twintig een nieuwe ontwikkeling voordoet - het humanitair-expressionisme en het vitalisme ontwikkelen zich, mede onder invloed van maatschappelijke verschijnselen, tot een neoromantische en een intellectualistische stroming - blijkt dat Kettmanns werk (zonder dat het zich tussen 1918 en 1928 werkelijk ontwikkeld heeft) naadloos aansluit bij de neoromantische stroming.

## Critici
Wanneer de balans wordt opgemaakt, zien we een literaire loopbaan van ruim vijftig jaar. In de eerste tien jaren wordt Kettmanns werk welwillend besproken. De recensenten hebben oog voor zijn plastische vermogens, maar hebben over het algemeen weinig waardering voor zijn wijdlopigheid en zijn verouderde stijl. Het interessante aan de kritiek uit de jaren dertig is dat in deze periode Kettmanns politieke betrokkenheid zich openbaarde. Het lijkt zeker dat zijn politieke positie de literaire kritiek heeft beïnvloed. Over het algemeen laten de critici uit deze jaren hun eigen politieke voorkeuren prevaleren boven hun activiteiten als literair criticus. Na 1945 wordt Kettmanns werk nauwelijks serieus besproken: hij blijft de last dragen van zijn besmette verleden. Terugkijkend kan worden gezegd dat Kettmanns literaire talenten niet buitengewoon groot zijn geweest. Zijn ambities waren groter dan zijn kwaliteiten. Toch is hij van belang voor de Nederlandse literatuurgeschiedenis, als een van de meest toonaangevende nationaalsocialistische literatoren die Nederland gekend heeft. Zijn invloed en macht als schrijver, journalist en uitgever op het literaire veld tussen 1940 en 1945 kunnen moeilijk overschat worden.

### Literair werk van Kettmann

#### Proza
- De glanzende draad der goden. Maatschappij voor Goede en Goedkoope Lectuur / Wereldbibliotheek, Amsterdam, 1928.
- De vlam der steden. P.N. van Kampen & Zoon, Amsterdam, [1930]. Coauteur: Ru le Cavelier.
- Maan op het dak. P.N. van Kampen & Zoon, Amsterdam, [1931].
- De oceaanvlucht van een olie-man. De Amsterdamsche Keurkamer, Amsterdam, [1933].
- De verdrevene. De Amsterdamsche Keurkamer, [Amsterdam], 1944.
- De firma Heydt, Amsterdamse familieroman. Eigen beheer, [Amsterdam, 1949].
- Manuel. Heideland, Hasselt, 1957. Onder het pseudoniem: Jan van de Wolk.

#### Poëzie
- De jonge leeuw, verzen. De Amsterdamsche Keurkamer, [Amsterdam], 1935.
- Het erf aan zee. De Amsterdamsche Keurkamer, Amsterdam, 1938.
- Jong groen om den helm, oorlogsgedichten. De Amsterdamsche Keurkamer, Amsterdam, [1942].
- Bloed in de sneeuw. De Amsterdamsche Keurkamer, Amsterdam, 1943.
- Der schepping begin en einde. Eigen beheer, [Amsterdam, 1949].
- Diana gejaagd, verzen. Eigen beheer, Vught, 1951.
- Mijn Amsterdam. Eigen beheer, [Vught, 1951].
- Het zeewijf, gedichten. Eigen beheer, [Vught], 1951.
- De lichte en zware stemmen en de schreden. Eigen beheer, [Hoorn], 1954.
- Omdat er muziek in zat. Eigen beheer, Hoorn, 1954.
- De ballade van de dode Viking. Eigen beheer, [Bilthoven], 1956.
- Zettericks van alle seizoenen. C.G.A. Corvey Papiergroothandel, [Amsterdam, 1962]. Onder het pseudoniem: Jan van de Wolk.
- Man vrouw kind. De Roerdomp, Brecht, [1969].

#### Essay
- Om wille van het leven, kunst en gemeenschap. De Amsterdamsche Keurkamer, Amsterdam, [1936].
- Om de nieuwe cultuur. De Amsterdamsche Keurkamer, Amsterdam, 1940.
- Leven in tweespalt, nagelaten geschriften van een nationaal-socialist, ingeleid door Louis Ferron en bezorgd door Willem Huberts. Uitgeverij Flanor, Hilversum, 1999. ISBN 978-90-73202-40-5

#### Diversen
- Ochtend-appèl, eenige nieuwe gedichten van jonge Dietschers. [Samengesteld door George Kettmann Jr.]. De Amsterdamsche Keurkamer, [Amsterdam, 1936].
- Keurjaarboek 1932-1942, met een keur van werkstukken van vele auteurs in ons fonds. [Samengesteld door George Kettmann Jr.]. Ingeleid door T. Goedewaagen. De Amsterdamsche Keurkamer, Amsterdam, 1942.

### Autobiografische schets
- George Kettmann: "Op zoek naar een haven: tussen kapitalisme en communisme'. In: Willem Huberts: Er moest iets nieuws komen. Getuigenissen van Nederlandse fascisten 1941-1950. Nijmegen, 2019, pag. 97-168

### Vertalingen door Kettmann
- Richard von Frankenberg, Grote autorenners van deze tijd, met een voorwoord van J.B.Th. Hugenholtz. Nelissen, Bilthoven, [1956]. Vertaling onder pseudoniem Jan van de Wolk van: Die grossen Fahrer unserer Zeit.
- Gordon Langley Hall, Prinses Margriet. Nelissen, Bilthoven, [1960]. Vertaling onder pseudoniem Jan van de Wolk van: Princess Margaret: an informal biography.
- Ivo Hirschler, Op de puinhopen bloeien bloemen. De Lanteern, Utrecht, [1964]. Vertaling onder pseudoniem Jan van de Wolk van: Denn das Gras steht wieder auf.
- Wolfgang Richter, Avontuur aan de Nijl. De Lanteern, Utrecht, [1964]. Vertaling onder pseudoniem Jan van de Wolk van: Nacht im Tal der Könige.
- Daisy Ver Boven, De rode aarde. De Lanteern. Utrecht, [1964]. Bewerking onder pseudoniem Jan van de Wolk van: De rode aarde die aan onze harten kleeft.
- A.E. Johann, Verraderlijke stromingen. De Lanteern, Utrecht, [1965]. Vertaling onder pseudoniem Jan van de Wolk van: Sterne und Ströme.
- Phyllis A. Whitney, Onder twee ogen. De Lanteern, Utrecht, [1965]. Vertaling onder pseudoniem Jan van de Wolk van: Seven tears for Apollo.
- Kathryn Blair, Het huwelijk van de chirurg. Jan van Tuyll, Zaltbommel, [1966]. Vertaling onder pseudoniem Jan van de Wolk van: The surgeon's marriage.
- Alastair Buchan, De U.S.A. Callenbach, Nijkerk, [1966]. Vertaling onder pseudoniem Jan van de Wolk van: The U.S.A..
- R. Austin Freeman, Dokter Thorndyke en de patiënt. [Spectrum], Utrecht, [1966]. Vertaling onder pseudoniem Jan van de Wolk van: The mystery of 31 New Inn.
- Hal Q. Masur, Zo rijk, zo mooi... maar dood. Jan van Tuyll, Zaltbommel, [1966]. Vertaling onder pseudoniem Jan van de Wolk van: So rich, so lovely and so dead.
- Ronald Syme, De fatale camera. [Spectrum], Utrecht, [1966]. Vertaling onder pseudoniem Jan van de Wolk van: Switchpoints at Kamlin.
- Rob White, De schat van de Santa Ybel. [Spectrum], Utrecht, [1967]. Vertaling onder pseudoniem Jan van de Wolk van: Secret sea.
- John Townsend, Het legioen der verdoemden. Walter Beckers, Kalmthout, 1970. Vertaling onder pseudoniem Jan van de Wolk.
- Émile Zola, De buik van Parijs. Walter Beckers, Kalmthout, 1970. Vertaling onder pseudoniem Jan van de Wolk van: Le ventre de Paris.
- Émile Zola, Van roes en zege. Walter Beckers, Kalmthout, 1970. Vertaling onder pseudoniem Jan van de Wolk van: La conquête de Plassans.
- Julius Caesar; samengest. o.l.v. Jacques Madaule; teksten van Jacques Benoist-Méchin, Jacques de Bourbon Busset, Generaal Gallois [et al.]. Heideland, Hasselt, [1971]. Vertaling onder pseudoniem Jan van de Wolk van: Jules César.
- Émile Zola, Verscheurde hartstocht. W. Beckers, Kalmthout, [1971]. Vertaling onder pseudoniem Jan van de Wolk van: Pot-Bouille.
- Harold Saint-Thomas, De nacht van de wrede schaduwen. W. Beckers, Kalmthout, 1973. Vertaling onder pseudoniem Jan van de Wolk van: Night of the long shadows.